# Batalla de Ain al-Uarda
La batalla de Ain al-Uarda (en árabe: مَعْرَكَة‌عَيْن ٱلْوَرْدَة‎), la libraron a principios de enero del 685 el ejército omeya y el de los denominados «penitentes» (tauabun). Los penitentes eran un grupo de Kufa partidario de los alíes que comandaba Solimán ibn Surad, un compañero de Mahoma, que deseaban expiar el que no hubiesen auxiliado a Husayn ibn Ali en su revuelta malograda contra los omeyas en el 680. Los proalíes de Kufa habían animado a Huseín a rechazar la autoridad del califa omeya Yazid, pero luego no lo habían ayudado y aquel había perecido en la Batalla de Karbala del 680. Los penitentes habían comenzado como un reducido movimiento clandestino, pero luego fueron recabando numerosos apoyos en Irak tras la muerte de Yazid en el 683. Sin embargo, la mayoría de sus seguidores los abandonaron poco antes de que marchasen al norte del Levante, donde un gran ejército omeya a las órdenes de Ubaidalá ibn Ziyad preparaba una campaña contra Irak. Los dos bandos disputaron una batalla de tres días en Ras al-'Ayn, en la que el pequeño ejército de penitentes fue aniquilado y sus principales dirigentes, entre ellos Ibn Surad, perecieron. No obstante, el choque facilitó el surgimiento del posterior movimiento de Mujtar al-Zaqafi, que gozó pasajeramente de mejor fortuna en su enfrentamiento con los omeyas.

## Antecedentes
El primer califa omeya, Muauiya, nombró heredero a su hijo Yazid en el 676, acto que suscitó nutrida oposición entre aquellos que ya habían sido contrarios a su propia entronización. La sucesión hereditaria era ajena a la tradición árabe, en la que la jefatura pasaba de un miembro del clan a otro, no necesariamente hijo suyo, y a los principios islámicos, en los que la autoridad suprema sobre la comunidad musulmana no la ostentaba nadie. La oposición a la designación de Yazid la encabezaron los hijos de algunos destacados compañeros de Mahoma, que podían aspirar al cargo en virtud de su ascendencia, y que se negaron a aceptar la validez del gesto de Muauiya, pese a los sobornos y las amenazas de este.
Después del fallecimiento de Muauiya en abril del 680, Yazid ordenó al gobernador de Medina, donde residían sus principales adversarios, que obtuviese la sumisión de estos. Huseín ibn Alí y Abdalá ibn al-Subair evitaron al gobernador y huyeron a La Meca. Allí Huseín recibió cartas de la guarnición iraquí de Kufa en las que se lo invitaba a rebelarse contra Yazid y recuperar el lugar que le correspondía como dirigente de la comunidad musulmana, como lo había sido su padre, Alí (califa en el período 656-661). Huseín envió a su primo Muslim ibn Aqil para preparar su llegada a la ciudad. Ibn Aqil le envió un informe favorable sobre la situación en Kufa y lo animó a trasladarse a ella. Sin embargo, poco después, Ibn Aqil fue apresado y ejecutado por el gobernador omeya Ubaidalá ibn Ziyad, y sus seguidores fueron perseguidos. Huseín partió hacia Kufa sin saberlo y fue interceptado y muerto a las afueras de la ciudad por las fuerzas omeyas, sin haber recibido el socorro de sus partidarios.

## Beligerantes

### «Penitentes»

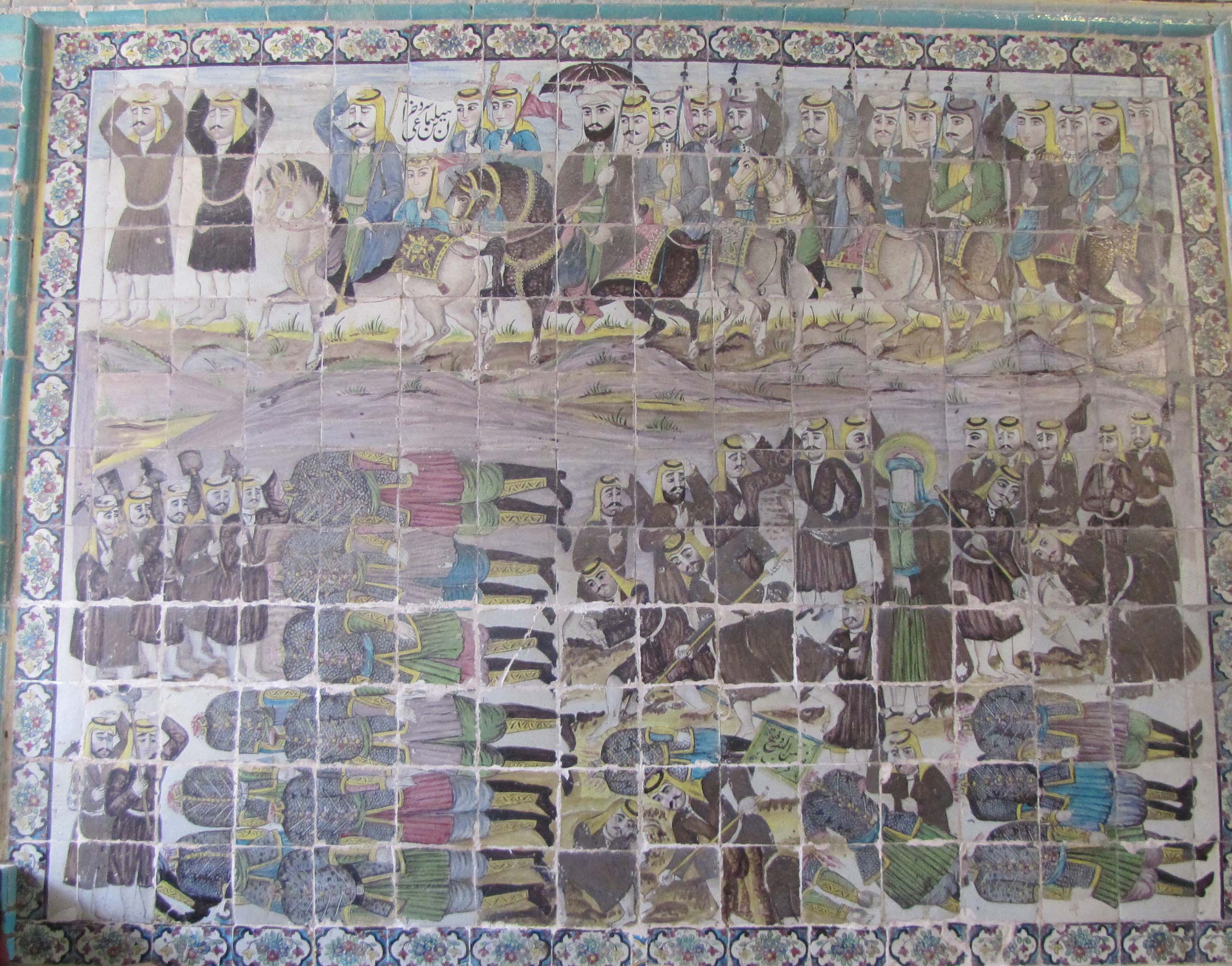
Azulejo del siglo deKermanshah, Irán, en el que aparece representado el ejército de «penitentes».

Algunos de los seguidores del difunto en Kufa, que se denominaron a sí mismos los «penitentes», se culparon del desastre y decidieron expiar la culpa que consideraban tener por haber abandonado a su caudillo. El islam prohíbe el suicidio, por lo que decidieron sacrificarse luchando contra los que habían llevado a cabo la matanza de Huseín y su séquito, medio por el que esperaban alcanzar el martirio y la salvación. Solimán ibn Surad, compañero de Mahoma y antiguo aliado de Alí, fue escogido dirigente del movimiento. Entretanto, Yazid falleció en el 683 y la autoridad omeya desapareció de casi todo el califato, desatando la guerra civil que se conoce con el nombre de segunda fitna. Ibn Ziyad fue expulsado de Irak y huyó al Levante, lo que permitió actuar abiertamente a los «penitentes», que emprendieron un gran reclutamiento que les permitió recabar el apoyo de dieciséis mil hombres. Sin embargo, solo cuatro mil de ellos se presentaron el día que el ejército debía partir contra el enemigo, y mil de ellos desertaron luego por el camino. Ello no hizo desistir a los que quedaban, que siguieron aguas arriba del Éufrates hacia la Mesopotamia superior. Todos iban montados y bien armados.

### Omeyas
El corto reinado del sucesor de Yazid, Muauiya II, terminó con su muerte a las pocas semanas de haber sido entronizado. No existía un candidato sufianí que pudiese heredar el cargo, por lo que los leales a los omeyas en el Levante escogieron a Maruán ibn al-Hakam, un primo de Muauiya I, para desempeñarlo. Varias tribus del norte de la región, encabezadas por los Banu Qais que preferían al califa rival Abdalá ibn al-Subair, que residía en La Meca, rehusaron reconocer la autoridad del omeya. Maruán los derrotó con un ejército de apenas seis mil soldados en la batalla de March Rahit (684). Despachó a Ibn Ziyad a someter Irak tras esta primera victoria. Este, sin embargo, comprendió que no contaba con fuerzas suficientes para lograrlo, por lo que se dedicó a reclutar nuevos soldados entre las tribus árabes asentadas en el Levante, incluso entre las que se habían enfrentado a Maruán en March Rahit. Merced a esto, contaba con una ejército formidable cuando por fin se enfrentó a los «penitentes».

## Batalla
Estos habían hecho una corta parada en Circesio de camino al Levante. Allí se habían refugiado los qaisíes vencidos en la batalla de March Rahit del año anterior, que abastecieron a los recién llegados. El jefe qaisí Zufar ibn al-Hariz al-Kilabi indicó a Ibn Surad la ubicación del ejército omeya y le aconsejó marchar a Ain al-Uarda y llegar allí antes que el enemigo, puesto que la ciudad podía servirle de base de operaciones en las áridas estepas de la región. Ibn al-Hariz le aconsejó asimismo que evitase disputar una batalla campal dada la gran diferencia de tamaño entre los dos ejércitos y que formase pequeños destacamentos de caballería que pudiesen hostigar los flancos omeyas, táctica que debía evitar el embolsamiento del reducido ejército iraquí. Al observar que los «penitentes» carecían de infantería, propuso que los destacamentos actuasen por pares, uno montado y otro desmontado, para suplir la falta de infantes. No obstante y pese a su simpatía por los «penitentes», Ibn al-Hariz no se unió a ellos, pues no creía que pudiesen vencer. Se limitó a ofrecer a Ibn Surad quedarse en Circesio y combatir desde allí a los omeyas, ofrecimiento que Ibn Surad rechazó.
Los «penitentes» siguieron el consejo de Ibn al-Hariz y acamparon a las afueras de Ain al-Uarda, con la ciudad a retaguardia. Descansaron cinco días antes de que llegase el enemigo, que contaba con veinte mil soldados, si bien las querellas entre los dos jefes que lo mandaban habían hecho que se dividiese en dos. Shurahbil ibn Dhil-Kala mandaba unos ocho mil de ellos, y Huseín ibn Numair al resto. El primero se adelantó al segundo y plantó el real. Los «penitentes» lo acometieron y pusieron en fuga a sus soldados. Ibn Numair llegó al día siguiente e intimó a los «penitentes» a que se rindiesen, pero estos respondieron exigiendo la rendición del ejército omeya y la entrega de Ibn Ziyad, jefe supremo del ejército omeya en la campaña iraquí, al que deseaban ajusticiar por su participación en la muerte de Huseín. Ante la falta de acuerdo, la batalla entre los dos bandos empezó el miércoles, 4 enero. Ibn Surad dividió a los «penitentes» en tres grupos, dos de los cuales envío a atacar los flancos del enemigo, mientras conservaba consigo el tercero, que permaneció en el centro. Los «penitentes» rechazaron las arremetidas omeyas del primer día, pero al siguiente volvió Ibn Dhil-Kala a servir bajo Ibn Numair por orden de Ibn Ziyad, y la superioridad numérica omeya empezó a inclinar la batalla a su favor. Los «penitentes» mantuvieron sus posiciones, pero a costa de sufrir copiosas pérdidas y durante el tercer día de la batalla quedaron completamente rodeados. Ibn Surad ordenó a sus hombres que desmontasen y avanzasen a pie contra el enemigo para luchar con él en combate singular. El ejército omeya descargó contra ellos una lluvia de flechas que casi acabó con ellos. Ibn Surad fue herido por una de ellas, y de los otros cuatro jefes, tres perecieron al poco. Finalmente, Rifa ibn Shaddad, el último de ellos, quedó como abanderado de los supervivientes. Entonces les llegó la noticia de que sus compañeros de Madaín y Basora acudían en su auxilio, pero en realidad ya habían sido aniquilados; Ibn Shaddad optó finalmente por retirarse con los escasos restos del ejército y buscó el amparo de Circesio durante la noche.

## Consecuencias
Los escasos supervivientes de la batalla tuvieron remordimientos por haber incumplido sus votos de sacrificio. Se unieron a otro de los caudillos favorables a los alíes, Mujtar al-Zaqafi, al que el gobernador omeya le había impedido socorrer a Huseín en la batalla de Kerbala. Al-Zaqafi había criticado al movimiento «penitente» por su falta de organización y de programa político. La muerte de Ibn Surad hizo de él el jefe indiscutido de los partidarios de los alíes en Kufa. A diferencia de los «penitentes», tenía planes a largo plazo y un movimiento más organizado; se apropió del lema de los penitentes que exigía venganza por la muerte de Huseín, pero no se limitó a esto: abogó también por la instauración de un califato alí con Muhammad ibn al-Hanafiya, hijo de Alí, como soberano. A diferencia del movimiento de los «penitentes», puramente árabe, el de al-Zaqafi atrajo también a los conversos no árabes o maulas. Además, se granjeó el apoyo de un jefe militar influyente y caudillo de la tribu Naja: Ibrahim ibn al-Ashtar. Las fuerzas de ambos se apoderaron de Kufa primero y luego de sus territorios dependientes en el este y el norte, en octubre del 685. Seguidamente al-Zaqafi despachó a Ibn al-Ashtar con un ejército bastante grande y profesional, con trece mil soldados, sobre todo de infantería, a luchar con los omeyas. Ibn al-Ashtar aniquiló al enemigo en la batalla de Jazir y dio muerte a Ibn Ziyad, Ibn Numair y Shurahbil. Al-Zaqafi se apoderó de la mayor parte de Irak, partes de la Mesopotamia superior, el Emirato de Armenia y algunas zonas del Irán occidental y septentrional (Azerbaiyán y Jibal), aunque pereció luego debido al ataque que sufrió del gobernador subairí de Basora, Musab ibn al-Subair, en abril del 687.